# MF Miho
MF Miho는 대한민국의 가수다. 2023년 싱글 앨범 [또라이송 Not Normal Song]으로 데뷔했다.

## 방송
- Millennium Fox (천년여우) (2023)

## 음반
- 또라이송 Not Normal Song (2023)
- ALIEN (2023)
- 미호야곡 (Fox Nocturne) (2023)
- 궁디팡팡 (GDPP) (2023)